# Florinas
Florinas is een gemeente in de Italiaanse provincie Sassari (regio Sardinië) en telt 1555 inwoners (31-12-2004). De oppervlakte bedraagt 36,1 km², de bevolkingsdichtheid is 43 inwoners per km².

## Demografie
Florinas telt ongeveer 617 huishoudens. Het aantal inwoners daalde in de periode 1991-2001 met 4,0% volgens cijfers uit de tienjaarlijkse volkstellingen van ISTAT.
| Jaar | Inwoneraantal |
| ---- | ------------- |
| 1991 | 1640          |
| 2001 | 1574          |

## Geografie
De gemeente ligt op ongeveer 417 m boven zeeniveau.
Florinas grenst aan de volgende gemeenten: Banari, Cargeghe, Codrongianos, Ittiri, Ossi, Siligo.